# Kommende Langholt

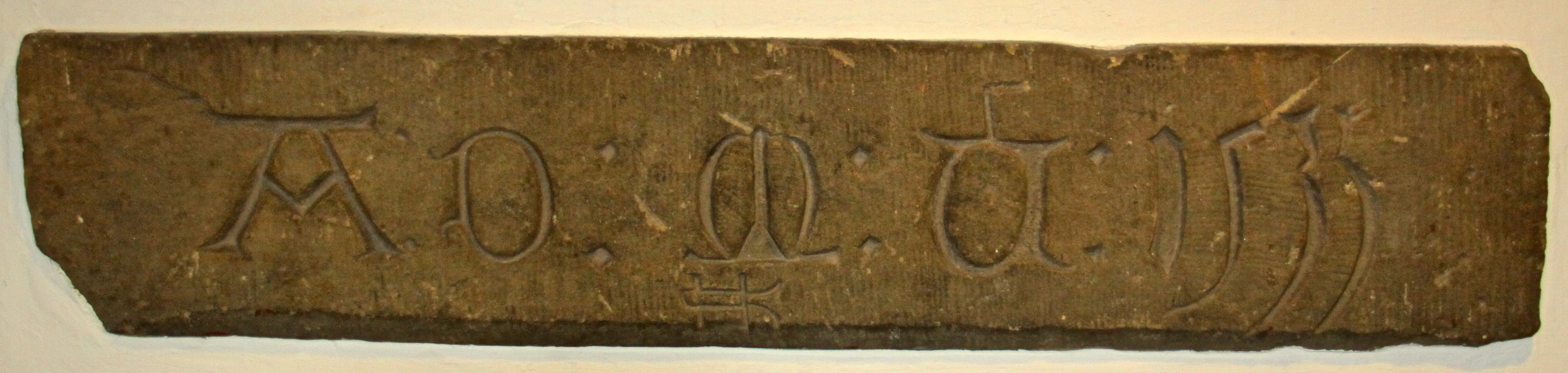
Der Torstein der ehemaligen Johanniterkommende befindet sich heute im Fehn- und Schiffahrtsmuseum Rhauderfehn.

Die Kommende Langholt (auch als Kloster Langholt bezeichnet) war ein Ordenshaus des Johanniterordens. Es lag in Langholt, einem Ortsteil der heutigen Gemeinde  Ostrhauderfehn im südöstlichen Ostfriesland. Langholt war vermutlich von Beginn an eine Doppelkommende. Sie gehörte, wie auch die anderen ostfriesischen Niederlassungen des Johanniterordens, dem Bezirk Niederdeutschland des deutschen Großpriorates. Innerhalb dessen war sie der Ballei Westfalen und der Kommende Burgsteinfurt unterstellt, die auch das Visitationsrecht über Langholt ausübte.

## Geschichte
Das Gründungsjahr der Kommende ist unbekannt. Johanniter aus Burgsteinfurt errichteten sie wohl um die Mitte des 13. Jahrhunderts als Doppelkommende in bis dahin völlig unerschlossenem Gebiet in dem von Hochmooren umschlossenen Flusstal des Langholter Tiefs. Hochmoore trennten die Niederlassung im Osten vom Saterland und im Westen vom Overledingerland.
Am 8. September 1319 wird sie im Groninger Vergleich zwischen dem Johanniter-Hospital in Burgsteinfurt und den friesischen Komtureien erstmals urkundlich genannt, muss aber bereits vor 1270 existiert haben.
Die Lage an der Grenze zum Niederstift Münster führte wiederholt zu Auseinandersetzungen, bei denen die Kommende ihres Viehs beraubt wurde. Zur Zeit der ostfriesischen Häuptlinge übte Focko Ukena wahrscheinlich die Schutzherrschaft über Langholt aus. Er beauftragte dessen Komtur Memmo 1424 damit, das Kloster Thedinga wieder aufzubauen. 1510 stellte sich die Kommende unter die Jurisdiktion des Bischofs von Münster.
Nach bisherigen Erkenntnissen bestand die Niederlassung in Langholt aus zwei sehr langen Bauernhäusern, dem Komturhaus und einer Holzkirche, die 1690 abbrannte. Zur Kommende gehörte zudem ein Vorwerk in Burlage. Dieses hatten die Johanniter zunächst als selbständige Komturei Buyrla (1319 genannt) gegründet, später aber als Vorwerk an Langholt angeschlossen. Zudem besaß der Orden in Langholt noch etwa 6000 Hektar Land, zum großen Teil in einer Einöde, die noch heute den Namen Klostermoor trägt. Haupteinnahmequelle war die Viehwirtschaft. Daneben wurde in bescheidenem Umfang Ackerbau betrieben. Weitere Belege aus der Geschichte der Kommende vor der Reformation liegen nicht vor.
Nach der Reformation wurden alle Klöster und Kommenden in Ostfriesland schrittweise aufgelöst. Besonders rigoros gingen die Grafen von Ostfriesland dabei gegen die Johanniter vor, die sie komplett enteigneten. Dabei nutzten die Grafen offenbar eine ältere landesherrliche Schutzgewalt über den Orden.  1528 gelangte so auch Langholt in den Besitz des Grafen Enno II. Dieses Vorgehen führte später zu mehreren Prozessen vor dem Reichskammergericht führte.
Während der ersten Schlacht von Jemgum brandschatzten Soldaten des Herzogs von Geldern die Kommende, die danach neu aufgebaut wurde. 1540 lebten dort noch der Komtur und ein Priester. Vier oder fünf Knechte kümmerten sich um die Landwirtschaft mit ihren 50 Kühen. Nach 1562 gab es keinen Komtur mehr in Langholt, wohl aber noch einen Priester, der aber zum Protestantismus wechselte und fortan in gräflichen Diensten stand.
Am 3. September 1574 kam es vor dem Reichskammergericht zu einem Vergleich zwischen den ostfriesischen Grafen und den Johannitern. Die damals regierende Gräfin von Ostfriesland, Anna, musste die die Ordensgüter Langholt und Hasselt „mit allen Vorwerken, Gülten, Renten und andern Zubehörungen“ zurückgeben. Diese wurden anschließend vom Orden, vertreten durch die Johanniterkomturei in Burgsteinfurt, an Erbpächter vergeben. Erst 1807 wurden diese Güter auf Anordnung von Ludwig Napoleon, dem König von Holland, dem Ostfriesland zu dieser Zeit unterstand, eingezogen und wurden so zur Staatsdomäne. Die Gebäude verfielen jedoch immer mehr und wurden teilweise als Steinbruch genutzt. Um 1770 soll ein Gebäude noch vorhanden gewesen sein. Letzte Reste wurden zu Beginn des 20. Jahrhunderts abgetragen. Der Torstein der ehemaligen Kommende befindet sich im Fehn- und Schiffahrtsmuseum Westrhauderfehn.
Das Archiv der Kommende ist verloren gegangen. Alle Urkunden und Akten, die sich im gräflichen Archiv zu Aurich befanden, sind im Verlauf der Prozesse, die seit Mitte des 16. Jahrhunderts um Langholt geführt wurden, am 24. September 1608 an den Komtur des Hauses Lage in Westfalen und an Conrad Schiffard von Merode, Komtur in Niederdeutschland, ausgehändigt worden. Was danach mit ihnen geschah, ist unklar. Lediglich für das 17. und 18. Jahrhundert liegen Akten, die die ostfriesischen Johannitergüter betreffen, vor. Sie befinden sich heute im Niedersächsischen Landesarchiv (Standort Aurich) und im Schloss Burgsteinfurt.